# Dendryphantes czekanowskii
Dendryphantes czekanowskii is een spinnensoort in de taxonomische indeling van de springspinnen (Salticidae).
Het dier behoort tot het geslacht Dendryphantes. De wetenschappelijke naam van de soort werd voor het eerst geldig gepubliceerd in 1979 door Jerzy Prószyński.